# 加布杜拉·丘拉诺夫
加布杜拉·丘拉诺夫（俄語：Габдулла Чуланов；1907年11月23日（格里历：12月5日）—1966年10月22日），哈萨克族，经济学博士，哈萨克苏维埃社会主义共和国科学院通讯院士，苏联党和国家领导人。曾任哈共（布）卡拉干达州委第二书记，哈萨克苏维埃社会主义共和国计划委员会主席，哈萨克苏维埃社会主义共和国最高苏维埃副主席、主席，哈萨克苏维埃社会主义共和国科学院经济系主任等职。

## 生平
- 1907年11月23日（格里历：12月5日）出生于沙俄乌拉尔斯克州古里耶夫地区第1村的一个贫农家庭。
- 1922年3月-1925年8月，古里耶夫地区第3村兄弟家工作。1925年8月毕业于当地中学，同年加入共青团。
- 1925年8月-1926年6月，古里耶夫市党校学习。
- 1926年6月-1927年5月，共青团古里耶夫州克孜勒科加区委执行书记。
- 1927年5月-8月，古里耶夫州Karasamar地区第8村阅览室主任。
- 1927年8月-1930年12月，鄂木斯克劳动学院学习。1928年3月加入联共（布）。
- 1930年12月-1933年9月，鄂木斯克市哈萨克教育技术学院教师、院长。
- 1933年9月-1935年9月，新西伯利亚市西西伯利亚马列主义研究所学习。
- 1935年9月-1937年9月，哈萨克马列主义学院学习。
- 1937年9月-1938年4月，哈共（布）巴尔喀什市委第二书记。
- 1938年4月-6月，哈共（布）卡拉干达州委机关部部长。
- 1938年5月-1939年3月，哈共（布）卡拉干达州委第二书记。
- 1939年3月-8月，哈萨克马列主义研究所副所长。
- 1939年8月-1941年1月，哈萨克苏维埃社会主义共和国计划委员会第一副主席。期间，1940年11月-1941年1月，哈萨克苏维埃社会主义共和国计划委员会代主席。
- 1941年1月-1942年4月，哈萨克苏维埃社会主义共和国计划委员会主席。
- 1942年4月-1945年1月，哈萨克苏维埃社会主义共和国人民委员会副主席。
- 1945年1月-1948年11月，哈共（布）中央人事部第一副部长。期间，1945年7月-1947年3月，哈萨克苏维埃社会主义共和国最高苏维埃主席。
- 1946年-1950年，哈共（布）《共产主义》杂志社主编。1947年毕业于哈萨克师范学院历史系函授班。
- 1948年11月-1951年12月，哈萨克苏维埃社会主义共和国科学院经济系主任。
- 1951年12月-1966年10月，哈萨克苏维埃社会主义共和国科学院经济研究所国民经济史系主任。1956年获经济学博士学位。1962年当选哈萨克苏维埃社会主义共和国科学院通讯院士。
- 1966年10月22日于阿拉木图逝世，享年58岁。

丘拉诺夫是第1届苏联最高苏维埃民族院代表，第1-2届哈萨克苏维埃社会主义共和国最高苏维埃代表。

## 荣誉
- 劳动红旗勋章